# Bahnschweißen
Bahnschweißen ist im Gegensatz zum Punktschweißen eine Art des Schweißens, bei der  zwei Teile mit einer kontinuierlich verlaufenden Schweißnaht zusammengefügt werden. Der Begriff Bahnschweißen wird bei Verwendung von Robotern für das automatisierte Schweißen verwendet.
Beispielhaft für das Bahnschweißen sind die Schmelzschweißnähte von Teilen der Bordwand eines Schiffes, von geschweißten Trägern oder auch  Nähte zwischen den beiden Hälften von Stahlblechkanistern oder Kraftfahrzeugtanks zu nennen.